# Trest odnětí svobody
Trest odnětí svobody je jedním z druhu trestů, který je ukládán soudem pachateli za spáchaný trestný čin. Český trestní zákoník (zákon č. 40/2009 Sb.) rozlišuje čtyři typy trestů odnětí svobody:
- nepodmíněný trest odnětí svobody,
- podmíněné odsouzení k trestu odnětí svobody,
- podmíněné odsouzení k trestu odnětí svobody s dohledem,
- výjimečný trest.[1]

Trestní zákoník dovoluje uložit trest odnětí svobody za všechny trestné činy. Pro každý trestný čin je stanovena trestní sazba – o konečné výši trestu rozhoduje závažnost povahy trestného činu.
V primárním důsledku omezuje tento druh trestu osobní svobodu jedince tím, že je uvězněn. Zároveň se dotýká i dalších jeho občanských práv.
Alternativou k trestům odnětí svobody je ukládání alternativních trestů. Alternativním trestem v případě trestu odnětí svobody je takový trest, který nevede k odnětí svobody – v určitém ohledu tedy i podmíněné odsouzení k trestu odnětí svobody a podmíněné odsouzení k trestu odnětí svobody s dohledem.

## Účel udílení trestů
Tresty spolu s ochrannými opatřeními patří mezi trestní sankce, které dopomáhají státu zachovat mezi lidmi žádaný společenský pořádek.
Systémem trestních sankcí se zabývá trestní právo hmotné. Při ukládání trestní sankce vychází soud ze dvou základních principů:
- nullum crimen sine lege (lat. žádný trestný čin bez zákona),
- nulla poena sine lege (lat. žádný trest bez zákona).[6]

Zároveň by trest měl být přiměřený k charakteru spáchaného trestnému činu, spravedlivý a odpovídající vymezení v zákonné normě.
Ukládáním trestů se stát snaží:
- chránit společnost před společensky škodlivým jednáním,
- znemožnit odsouzenému pokračovat v páchání trestné činnosti,
- pozitivně ovlivnit pachatele trestného činu a vést jej ke své nápravě,
- působit na společnost jako formou prevence trestné činnosti.[8]

Smyslem trestu je vést pachatele trestné činnosti k prosociálnímu způsobu života – k tomu slouží multidisciplinární přístup k pachateli, na němž se podílejí různé vědní disciplíny (speciální pedagogika, sociální práce, psychologie, penologická diagnostika, právo aj.). Na základě takového přístupu je možné rozpoznat rizikové faktory a vlivy a konkrétní pachatelovy potřeby, které předcházely spáchání trestného činu. Práce s pachatelem poté představuje hledání a řešení příčiny trestné činnosti. 
„Trest by neměl být aktem msty, ale měli bychom usilovat o co nejefektivnější naplňování jeho funkce vyrovnávací, zejména však regulativní,“ říká Mgr. Kamila Meclová, generální ředitelka Vězeňské služby ČR v letech 1999–2005.
Vědecké výzkumy ale ukazují, že uvěznění nepomáhá snížit budoucí kriminální chování daných osob.

## Nástin vývoje trestu odnětí svobody na území ČR
První významnější záznamy o trestech s odnětím svobody (tedy o trestech vykonávaných ve věznicích) jsou známy už z Římské říše, kdy mělo vězení funkci dnešní vazby nebo místa výkonu trestu smrti.  
V době vrcholného středověku se uvěznění stalo v českých zemích alternativním trestem k fyzickým a hrdelním trestům (představovalo lidštější formu trestu). V době Koldínova zákoníku (z roku 1579) byl trest odnětí svobody už hojně využívaný a existovalo několik typů věznic – výběr věznice pro odsouzeného se zakládal nejen na míře provinění, ale i jeho společenském postavení.
Osvícenství s sebou přineslo volání po lidštějším zacházení s vězni a po humanizaci trestání jako takového. Do popředí se dostala myšlenka výchovného působení na vězně a přiměřenosti trestu. Tyto úvahy ovlivnily i Josefa II., který ve Všeobecném zákoníku o zločinech a trestech zrušil právo útrpné a fyzické a hrdelní tresty. Trest uvěznění má sloužit k nápravě jedince. 
Do roku 1918, kdy vzniklo samostatné Československo, se podoba českého vězeňství řídila podobou vězeňství v Rakousko-Uhersku, jehož byly Čechy, Morava a Slezsko nedílnou součástí. Po roce 1918 procházelo české vězeňství proměnou, kdy se ve věznicích kladl důraz na osobní rozvoj vězňů. Druhá světová válka tento rozkvět zastavila.
Po roce 1948 začal trest odnětí svobody sloužit i k eliminaci nepohodlných osob, kterých se politický režim v Československu (od roku 1960 v ČSSR) touto formou zbavoval. Mnoho politických vězňů bylo umístěno do táborů nucených prací, kde žili v nevyhovujících podmínkách a sloužili státu jako levná pracovní síla. Značná politizace vězeňství zbrzďovala jeho rozvoj až do roku 1989. Se vznikem samostatné České republiky se začaly rozvíjet první plány na zdemokratizování a zmodernizování českého vězeňství, které by stavělo na mezinárodních úmluvách v oblasti vězeňství.  

## Charakteristika trestů odnětí svobody v ČR

### Nepodmíněný trest odnětí svobody
Maximální výše nepodmíněného trestu odnětí svobody je v České republice 20 let, a to za předpokladu, že se nejedná o mimořádné navýšení trestu, pachatele trestného činu pro užitek organizované zločinecké skupiny anebo výjimečný trest.
U trestných činů, jejichž horní trestní hranice dosahuje výše max. 3 let, je možné uložit trest podmíněný (s přihlédnutím ke specifickým charakteristikám pachatele trestného činu).
V roce 2014 bylo k nepodmíněnému trestu odsouzeno 9 568 osob.
Výkon trestu se řídí zákonem o výkonu trestu odnětí svobody (zákon č. 169/1999 Sb.). Podle tohoto zákona probíhá výkon trestu ve věznici nebo ve zvláštním oddělení vazební věznice. Soud rozhoduje nejen o umístění pachatele trestného činu do konkrétního typu věznice, ale i o jeho případném přeřazení v průběhu výkonu trestu.
Věznice se dělí podle stupně zabezpečení na věznice:
- s ostrahou,
- se zvýšenou ostrahou.

Zároveň jsou odděleni:
- muži od žen,
- mladiství od dospělých,
- osoby recidivující a osoby s prvním trestem odnětí svobody,
- pachatelé úmyslných trestných činů a pachatelé trestných činů z nedbalosti,
- osoby trvale pracovně nezařaditelné,
- osoby s duševními poruchami nebo poruchami chování,
- osoby s uloženým ochranným léčením nebo zabezpečovací detencí,
- osoby velmi nebezpečné.

V průběhu výkonu trestu dohlíží nad vězněm Vězeňská služba České republiky. Osoby ve výkonu trestu mají zákonem daná práva a povinnosti. K vězni má být přistupováno tak, aby bylo zachováno jeho zdraví i jeho důstojnost osobnosti a aby se zamezilo negativnímu působení odnětí svobody na osobnost jedince.   
Obecná doporučení pro zacházení s vězni v průběhu výkonu trestu odnětí svobody jsou shrnuta v Evropských vězeňských pravidlech. Za základní pilíře práce ve věznicích je považováno: respektovat (lidská) práva vězňů, vytvořit ve věznici takové životní podmínky umožňující vězňům následné úspěšné začlenění do společnosti, spolupracovat s externími organizacemi, zajistit vězeňskému personálu kvalitní zázemí, realizovat státní správou pravidelné inspekce ve věznicích.

### Podmíněné odsouzení k trestu odnětí svobody
K podmíněnému odsouzení k trestu odnětí svobody přistupuje soud tehdy, pokud trest odnětí svobody udělený za spáchaný trestný čin nepřevyšuje 3 roky a soud je přesvědčen, že není třeba vykonání odnětí svobody pro to, aby pachatel trestného činu vedl řádný život. Při rozhodování se přihlíží k dosavadnímu životu pachatele, jeho osobě i k jeho životnímu a pracovnímu prostředí. Soud může pachateli stanovit uhrazení finanční náhrady způsobené škody a také určitá omezení či povinnosti, jimiž pachatele směruje k vedení řádného života. Soud určí zkušební dobu, která se pohybuje v rozmezí 1 roku až 5 let. Pokud během zkušební doby vedl podmíněně odsouzený řádný život, uzná soud, že se osvědčil, čímž se na podmíněně odsouzeného hledí, jako by nebyl odsouzen.
V roce 2014 bylo k podmíněnému trestu odsouzeno 46 103 osob.  

### Podmíněné odsouzení k trestu odnětí svobody s dohledem
Podmíněné odsouzení k trestu odnětí svobody s dohledem ukládá soud tehdy, pokud je třeba na pachatele ve zkušební době více dohlížet a věnovat mu více péče a podpory.   
Soud určí zkušební dobu, která se pohybuje v rozmezí 1 roku až 5 let. Pokud během zkušební doby vedl podmíněně odsouzený řádný život, uzná soud, že se osvědčil, čímž se na podmíněně odsouzeného hledí, jako by nebyl odsouzen.  
Dohled znamená pravidelné osobní setkávání mezi pachatelem a pracovníkem Probační a mediační služby. Na těchto setkáváních se formuluje plán dohledu, který je následně realizován, také se dohlíží na plnění podmínek, které soud pachateli uložil. Pachatel má povinnost spolupracovat s probačním úředníkem – povinnosti vzájemné spolupráce vymezuje zákon.  
V roce 2014 bylo k podmíněnému trestu s dohledem odsouzeno 4 100 osob.  

### Výjimečný trest
Za výjimečný trest se v České republice považuje trest odnětí svobody v rozmezí nad 20 let do 30 let a trest na doživotí. Soudem bývá ukládán za velmi závažný zločin, u kterého je možné výjimečný trest ze zákona uložit. Posuzuje se nejen závažnost trestného činu, ale i možnost nápravy pachatele. Trest na doživotí bývá ukládán za zvlášť zavrženíhodný trestný čin (zavrženíhodné provedení, pohnutka nebo zvlášť závažné následky) a z důvodu buď zajištění ochrany společnosti, nebo zde není šance k nápravě pachatele při trestu odnětí svobody nad 20 let do 30 let. Je to nejvyšší možný trest v České republice (trest smrti byl na českém území zrušen v roce 1990 zákonem č. 175/1990 Sb.), podle Listiny základních práv a svobod, která je zakotvena v Ústavě České republiky, není trest smrti přípustný.
Výčet trestných činů, za něž je možné uložit výjimečný trest na doživotí, je obsažen v § 54 trestního zákoníku.
V letech 2005–2014 byl trest doživotí uložen v 21 případech.